# Ten Days
Ten Days — четвёртый студийный альбом британского музыканта Fred Again (Фред Гибсон). Он был выпущен на Atlantic Records 6 сентября 2024 года. В нём приняли участие Obongjayar, Jozzy, Jim Legxacy, Sampha, Soak, Андерсон Пак, Chika, Duskus, Four Tet, Скриллекс, Эммилу Харрис, Joy Anonymous, the Japanese House и Scott Hardkiss.

## Предыстория
18 июля 2024 года продюсер объявил, что только что закончил работу над альбомом. Гибсон объяснил идею названия альбома как «десять песен о десяти днях». Далее он вспоминал о впечатлениях, полученных за предыдущий год, говоря, что самые запоминающиеся моменты связаны с «очень маленькими тихими интимными моментами». Альбом будет выпущен на виниле 25 октября. В него вошли синглы «Adore U», «Ten» и «Places to Be».

## Отзывы
| Совокупная оценка    | Совокупная оценка |
| Источник             | Оценка            |
| -------------------- | ----------------- |
| Metacritic           | 74/100            |
| Оценки критиков      |                   |
| Источник             | Оценка            |
| Clash                | 9/10              |
| Evening Standard     | [ 9 ]             |
| The Guardian         | [ 1 ]             |
| The Line of Best Fit | 7/10              |
| NME                  | [ 11 ]            |
| Rolling Stone        | [ 12 ]            |

Альбом получил положительные отзывы критиков. На сайте Metacritic, который присваивает средневзвешенную оценку из 100 баллов рецензиям мейнстримных изданий, этот релиз получил средний балл 74, основанный на 7 рецензиях, что свидетельствует о «в целом благоприятных отзывах».
В рецензии Джема Асвада для Variety говорится, что «хотя большая часть музыки здесь покажется поклонникам знакомой, Гибсон на протяжении всего альбома придаёт ей новые формы». Риан Дейли, написавшая рецензию для New Musical Express, утверждает, что альбом «преуспевает на двух фронтах — когда Фред и его соавторы находят более интересный взгляд на влияние любви, и когда продюсер обращает свой взор на танцпол». В рецензии Микаланджело Матоса для Rolling Stone говорится, что альбом «блестящий, без аффекта, что может показаться недостатком самоотдачи, даже когда вы отмечаете, как много всего происходит во время того или иного трека». В своей рецензии для The Guardian Алексис Петридис пишет: «Некая смутная всеобъемлющая тоска — скорее признак глубины, чем определённый артикль — висит практически над всем». Вики Джессоп из Evening Standard пишет, что альбом — «один из самых проникновенных материалов, которые когда-либо выпускал Фред, но и один из наименее запоминающихся». Харви Марвуд из Clash завершает свою рецензию, заявляя, что альбом «исследует контуры танцпола, никогда не отказываясь от его мягкого, человеческого центра». Шаад Д’Суза из Resident Advisor назвал альбом «ещё одним незамысловатым, в значительной степени забытым LP, который чувствует себя запертым в петле ностальгии». Хейли Милросс, написавшая для The Line of Best Fit, пишет, что альбом «имеет совершенно новый способ быть уязвимым, который колеблется между эйфорическими максимумами и более интроспективными осознаниями».

## Список композиций
| №                   | Название                                           | Автор(ы) | Продюсеры                                         | Длительность |
| ------------------- | -------------------------------------------------- | --- | ------------------------------------------------- | ------------ |
| 1.                  | «.One»                                             | Fred Gibson Henry Counsell Berwyn Du Bois Georgie Gibson Minnie Gibson Michael Gordon Bridie Monds-Watson             | Fred Again                                        | 0:30         |
| 2.                  | «Adore U» (с Obongjayar)                           | F. Gibson Barney Lister Mark Morales Marco Parisi Darren Robinson Steven Umoh Damon Yul Wimbley Tobias Wincorn        | Fred Again Four Tet Parisi Wincorn                | 3:40         |
| 3.                  | «.Two»                                             | F. Gibson | Fred Again                                        | 0:10         |
| 4.                  | «Ten» (с Jozzy и Jim Legxacy)                      | F. Gibson Jocelyn Donald James Olaloye                                                                                | Fred Again Tony Friend                            | 3:01         |
| 5.                  | «.Three»                                           | F. Gibson | Fred Again                                        | 0:15         |
| 6.                  | «Fear Less» (with Sampha)                          | F. Gibson Kemani Duggan Kieran Hebden Philip Koutev Hilko Nijhof Sadiqur Rahman Sampha Sisay Cassiel Wuta-Ofei        | Fred Again Four Tet Parisi Sampha                 | 3:34         |
| 7.                  | «.Four»                                            | F. Gibson | Fred Again                                        | 0:09         |
| 8.                  | «Just Stand There» (с Soak)                        | F. Gibson Ori Alboher Gemma Doherty Monds-Watson Olaloye Wincorn                                                      | Fred Again Parisi Wincorn                         | 4:20         |
| 9.                  | «.Five»                                            | F. Gibson | Fred Again                                        | 0:15         |
| 10.                 | «Places to Be» (с Anderson .Paak и Chika)          | F. Gibson Brandon Paak Anderson Lamont T. Butts Benjy Gibson Jane Chika Oranika Tyshane Thompson Winston L. Virgo     | Fred Again Boo Skrillex                           | 3:46         |
| 11.                 | «.Six»                                             | F. Gibson | Fred Again                                        | 0:28         |
| 12.                 | «Glow» (с Duskus, Four Tet и Skrillex)             | F. Gibson Louis Curran Hebden Sonny Moore Simon White                                                                 | Fred Again Duskus Four Tet Joy Anonymous Skrillex | 7:33         |
| 13.                 | «.Seven»                                           | Ryan Beatty Ethan Gruska                                                                                              | Fred Again                                        | 0:31         |
| 14.                 | «I Saw You»                                        | F. Gibson Counsell Faisal Salah                                                                                       | Fred Again                                        | 3:40         |
| 15.                 | «.Eight»                                           | F. Gibson | Fred Again                                        | 0:15         |
| 16.                 | «Where Will I Be» (с Эммилу Харрис)                | F. Gibson Daniel Lanois Giampaolo Parisi M. Parisi                                                                    | Fred Again Joy Anonymous Parisi                   | 3:20         |
| 17.                 | «.Nine»                                            | F. Gibson | Fred Again                                        | 0:19         |
| 18.                 | «Peace U Need» (с Joy Anonymous)                   | F. Gibson Snoh Aalegra Dante Bacote Will Bloomfield Counsell Curran Leon Michels Nick Movshon Ed Phillips Nicole Wray | Fred Again Barney Lister Joy Anonymous Bloomfield | 5:44         |
| 19.                 | «.Ten»                                             | F. Gibson Gordon | Fred Again                                        | 0:29         |
| 20.                 | «Backseat» (с the Japanese House и Scott Hardkiss) | F. Gibson Amber Bain Doherty Scott Hardkiss Monds-Watson G. Parisi M. Parisi                                          | Fred Again Joy Anonymous Parisi                   | 5:14         |
| Общая длительность: | Общая длительность:                                | Общая длительность:                                                                                                   | Общая длительность:                               | 47:13        |

## Чарты
| Чарт (2024)                                 | Высшая позиция |
| ------------------------------------------- | -------------- |
| Австралия (ARIA)                            | 3              |
| Бельгия/Фландрия (Ultratop)                 | 3              |
| Бельгия/Валлония (Ultratop)                 | 29             |
| Канада Canadian Albums (Billboard)          | 57             |
| Нидерланды (Album Top 100)                  | 11             |
| Финляндия (Suomen virallinen lista)         | 45             |
| Франция (SNEP)                              | 65             |
| Германия (Offizielle Top 100)               | 41             |
| Ирландия (Irish Albums Chart)               | 11             |
| Италия (FIMI)                               | 81             |
| Литва (AGATA)                               | 23             |
| Новая Зеландия (RMNZ)                       | 5              |
| Норвегия (VG-lista)                         | 11             |
| Шотландия (Scottish Albums Chart)           | 15             |
| Швеция (Sverigetopplistan)                  | 18             |
| Швейцария (Schweizer Hitparade)             | 12             |
| Великобритания (UK Albums Chart)            | 7              |
| Великобритания (UK Dance Albums Chart)      | 1              |
| США Billboard 200                           | 166            |
| США Top Dance/Electronic Albums (Billboard) | 3              |